# Jeremy Christie
Jeremy Christie (22 de mayo de 1983 en Whangarei) es un exfutbolista neozelandés que jugaba como mediocampista o defensor.

## Carrera
Debutó en el Barnsley FC inglés, donde jugó entre 1999 y 2002. Pasó al New Zealand Knights Football Club en 2003 siendo parte de la primera temporada de dicho club en la A-League, y aunque en 2004 fichó por el Waitakere United, regresó a los Knights en 2005. En 2006 fue contratado por el Perth Glory y en 2007 arribó al Wellington Phoenix, donde permaneció hasta 2009. Fue contratado en 2010 por el Tampa Bay Rowdies de los Estados Unidos. En 2011 se alejó del club estadounidense y firmó en 2013 con el Waitakere United de cara a la Liga de Campeones de la OFC, aunque dejaría el club más adelante ese año.

### Clubes
| Club                      | País           | Año         |
| ------------------------- | -------------- | ----------- |
| Barnsley Football Club    | Inglaterra     | 1999 - 2002 |
| New Zealand Knights       | Nueva Zelanda  | 2003 - 2004 |
| Waitakere United          | Nueva Zelanda  | 2004 - 2005 |
| New Zealand Knights       | Nueva Zelanda  | 2005 - 2006 |
| Perth Glory Football Club | Australia      | 2006 - 2007 |
| Wellington Phoenix        | Nueva Zelanda  | 2007 - 2009 |
| FC Tampa Bay              | Estados Unidos | 2010 - 2011 |
| Waitakere United          | Nueva Zelanda  | 2013        |

### Selección nacional
Representó a Nueva Zelanda en 26 ocasiones, marcando un gol. Fue partícipe de la obtención de la Copa de las Naciones de la OFC 2008 y jugó la Copa Mundial de Sudáfrica 2010.